# Алашеевка
Алашеевка — село в Атяшевском районе Республики Мордовия. Входит в состав Атяшевского сельского поселения.

## География
Расположено на реке Сарка.

## История
В «Списке населённых мест Симбирской губернии за 1863» Алашеевка владельческое и удельное село из 90 дворов входящая в состав Ардатовского уезда.

## Население
| 2002 | 2010 |
| ---- | ---- |
| 345  | ↘273 |

Национальный состав
Согласно результатам Всероссийской переписи населения 2002 года, в национальной структуре населения русские составляли 90 %.